# Torneo de Lyon 2019
El Open Parc Auvergne-Rhône-Alpes Lyon 2019 fue un torneo de tenis en polvo de ladrillo al aire libre que se jugó en Lyon (Francia) del 19 al 25 de mayo de 2019. Fue la 3.ª edición del Open Parc Auvergne-Rhône-Alpes Lyon, y es parte del ATP World Tour 250 series de 2019.

## Distribución de puntos
| Modalidad            | Campeón | Finalista | Semifinales | Cuartos de final | 2ª ronda | 1ª ronda | Clasificados | 2ª ronda de clasificación | 1ª ronda de clasificación |
| Individual masculino | 250     | 165       | 100         | 50               | 25       | 0        | 13           | 7                         | 0                         |
| Dobles masculino     | 250     | 150       | 90          | 45               | 20       | 0        | -            | -                         | -                         |

## Cabezas de serie

### Individuales masculino
| Tenista               | Ranking | Preclasificado |
| Nikoloz Basilashvili  | 18      | 1              |
| Roberto Bautista      | 20      | 2              |
| Denis Shapovalov      | 22      | 3              |
| Félix Auger-Aliassime | 30      | 4              |
| Dušan Lajović         | 31      | 5              |
| Richard Gasquet       | 39      | 6              |
| Pierre-Hugues Herbert | 40      | 7              |
| Hubert Hurkacz        | 41      | 8              |

- Ranking del 13 de mayo de 2019.[2]

### Dobles masculino
| Tenista                           | Ranking | Preclasificado |
| Raven Klaasen Michael Venus       | 31      | 1              |
| Ivan Dodig Édouard Roger-Vasselin | 60      | 2              |
| Ken Skupski Neal Skupski          | 80      | 3              |
| Luke Bambridge Jonny O'Mara       | 90      | 4              |

## Campeones

### Individual masculino
Benoît Paire venció a  Félix Auger-Aliassime por 6-4, 6-3

### Dobles masculino
Ivan Dodig /  Édouard Roger-Vasselin vencieron a  Ken Skupski /  Neal Skupski por 6-4, 6-3